# Dahana cubana
Dahana cubana är en fjärilsart som beskrevs av William Schaus 1904. Dahana cubana ingår i släktet Dahana och familjen björnspinnare. Inga underarter finns listade i Catalogue of Life.